# Šantideva
Šantideva (ponekad se piše kao Śāntideva) bio je indijski budistički učenjak sa sveučilišta Nalanda, pristalica filozofije Madjamika-Prasangika.
Šantideva je posebno slavan kao autor Vodiča kroz način života bodisatve (Bodhicaryavatara, odnosno ponekad, Bodhisattvacaryavatara, v. ulomak iz hrvatskoga prijevoda. Radi se o dugačkom tekstu u stihovima koji opisuje proces prosvjetljenja od prve pomisli pa do potpune budnosti. Današnjim mahajanskim i vađrajanskim budistima taj tekst još uvijek predstavlja predmet proučavanja.
Nema zla goreg od ljutnje

Niti vrline veće od strpljenja.

Zato na sve moguće načine

Valja prakticirati strpljenje.
(Bodhicaryavatara, 6.2)

## Vanjske poveznice
Ostali projekti
|  | Zajednički poslužitelj ima još gradiva o temi Šantideva |

Mrežna mjesta
- Onaj sa tri brige, blog.dnevnik.hr/vajrapani
- Aleksandar Gahs, Dokumente der Religion, Bogoslovska smotra 04/1924., Hrčak
- Śāntideva, The Internet Encyclopedia of Philosophy, www.iep.utm.edu (engl.)
- Shantideva, www.rigpawiki.org (engl.)